# ジュール・フランドラン
ジュール・フランドラン（Jules Léon Flandrin、1871年7月9日 - 1947年3月25日）はフランスの画家である。

## 略歴
イゼール県のコラン(Corenc)に生まれた。1893年にパリに移り、パリ国立高等美術学校で、ギュスターヴ・モローやピエール・ピュヴィス・ド・シャヴァンヌに学んだ。1896年からフランス国民美術協会の展覧会に出展し、1898年に国民美術協会の会員になった。1905年からはアンデパンダン展やサロン・ドートンヌにも出展した。
1890年代の終わりからモンパルナスのカンパーニュ･プルミエール通りに年上の画家のジャクリーヌ・マルヴァルと同棲していたが、後に別れ、1931年に別の画家のアンリエット・ドロラ(Henriette Deloras: 1901-1941) と結婚し、息子が生まれた。
第一次世界大戦中は公式戦争画家を務めた。1930年に南フランスのドーフィネに移り、妻を亡くした後、故郷のコランに戻り、コランで亡くなった。
ポール・セザンヌやモーリス・ドニに影響を受けたスタイルの作品を描いた。
1906年にレジオンドヌール勲章（シュヴァリエ）を受勲した。

## 作品

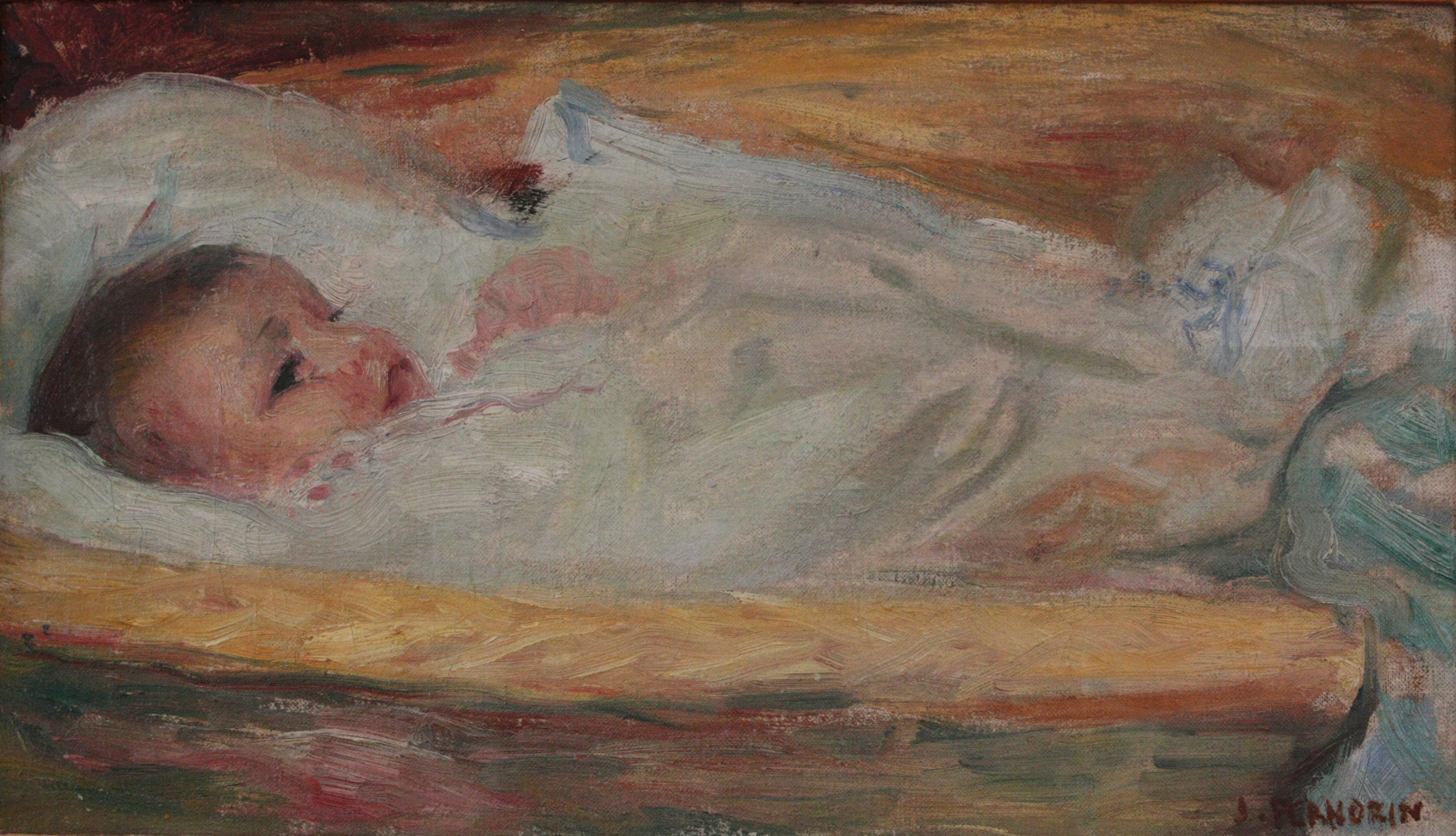
Rorot bébé (1898)
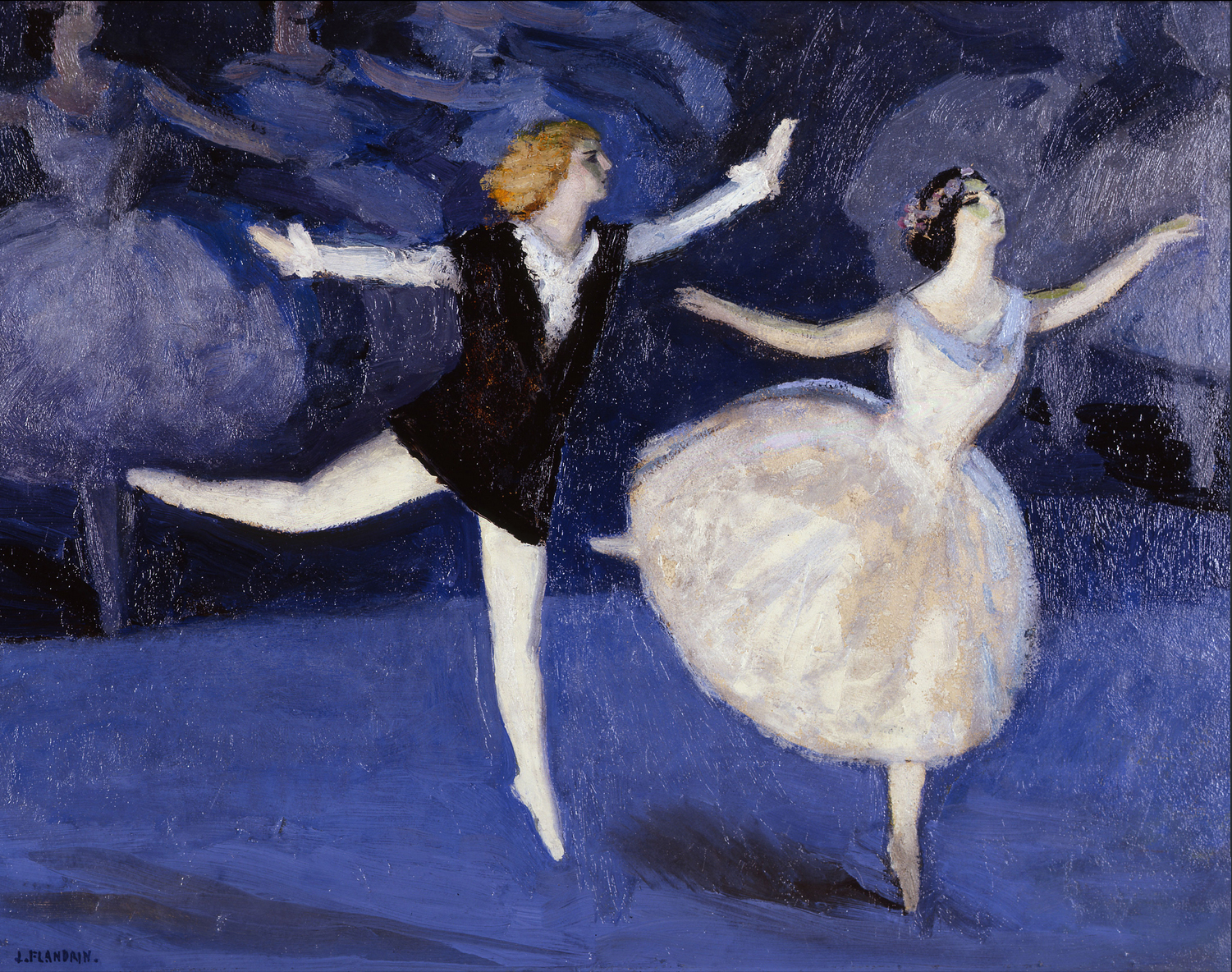
ニジンスキーとパヴロワ (c.1920)
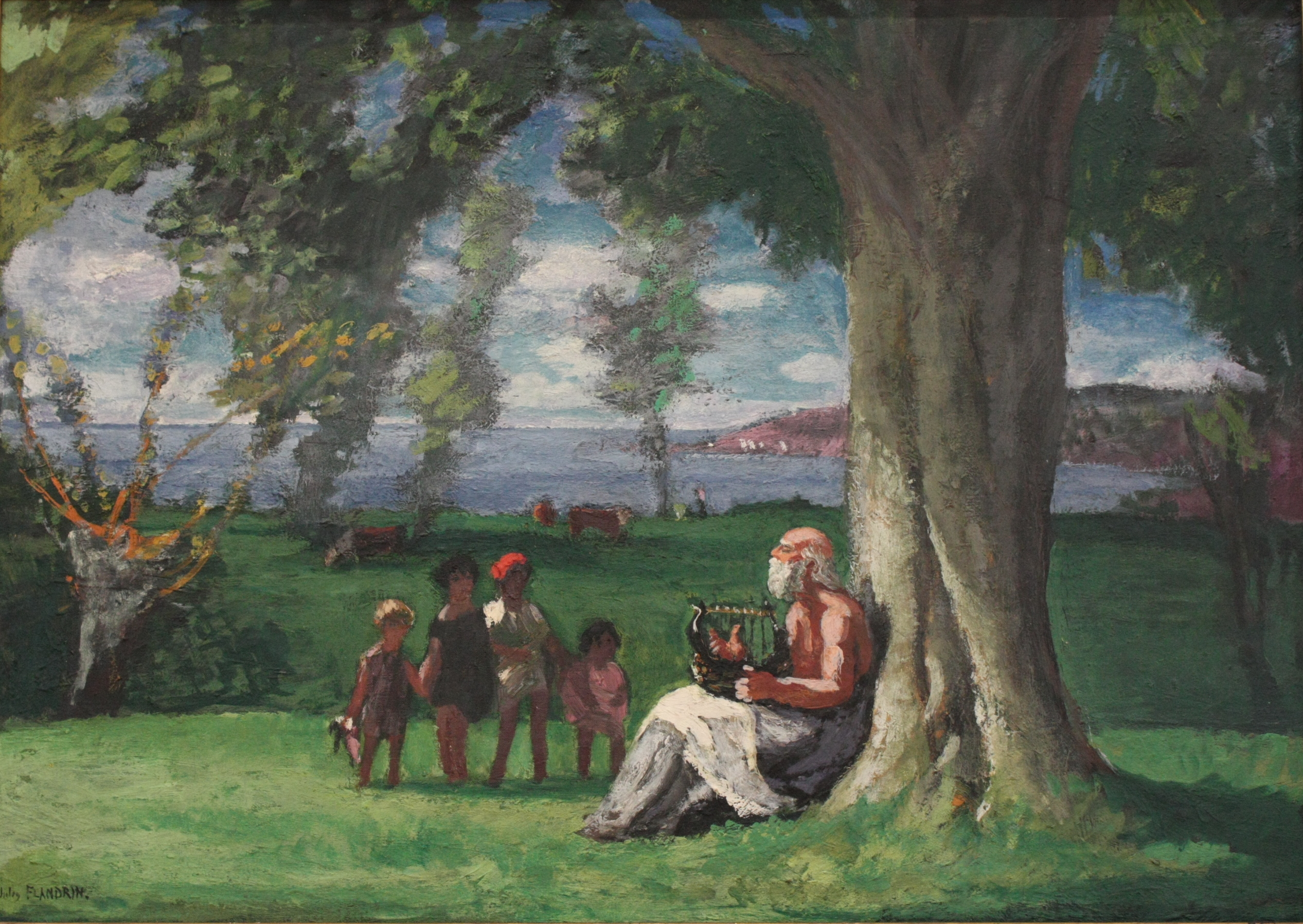
ホーマーと羊飼い (c.1932)

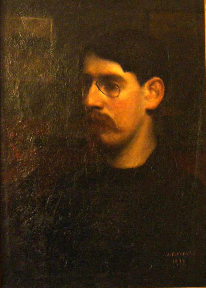
François Joseph Girot-画家(1893)
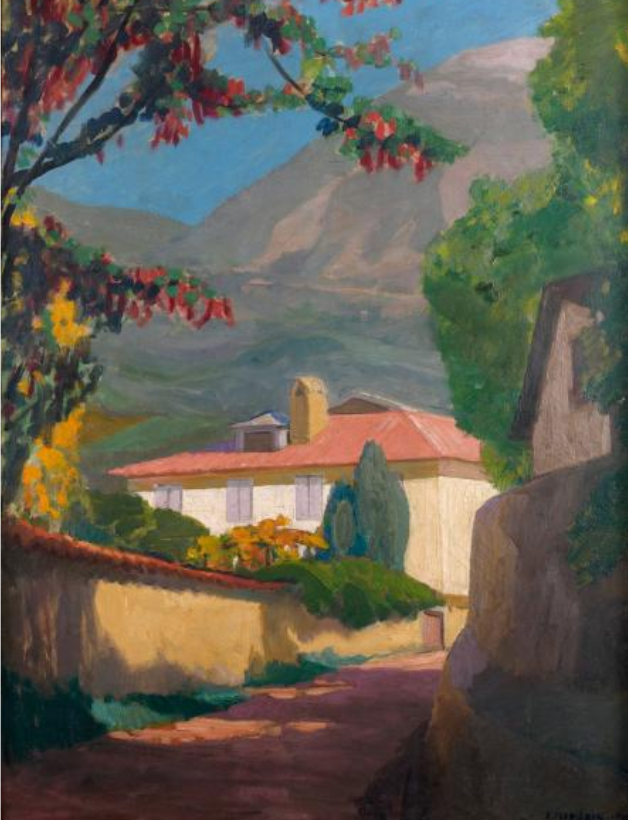
日陰の小道 (1912)
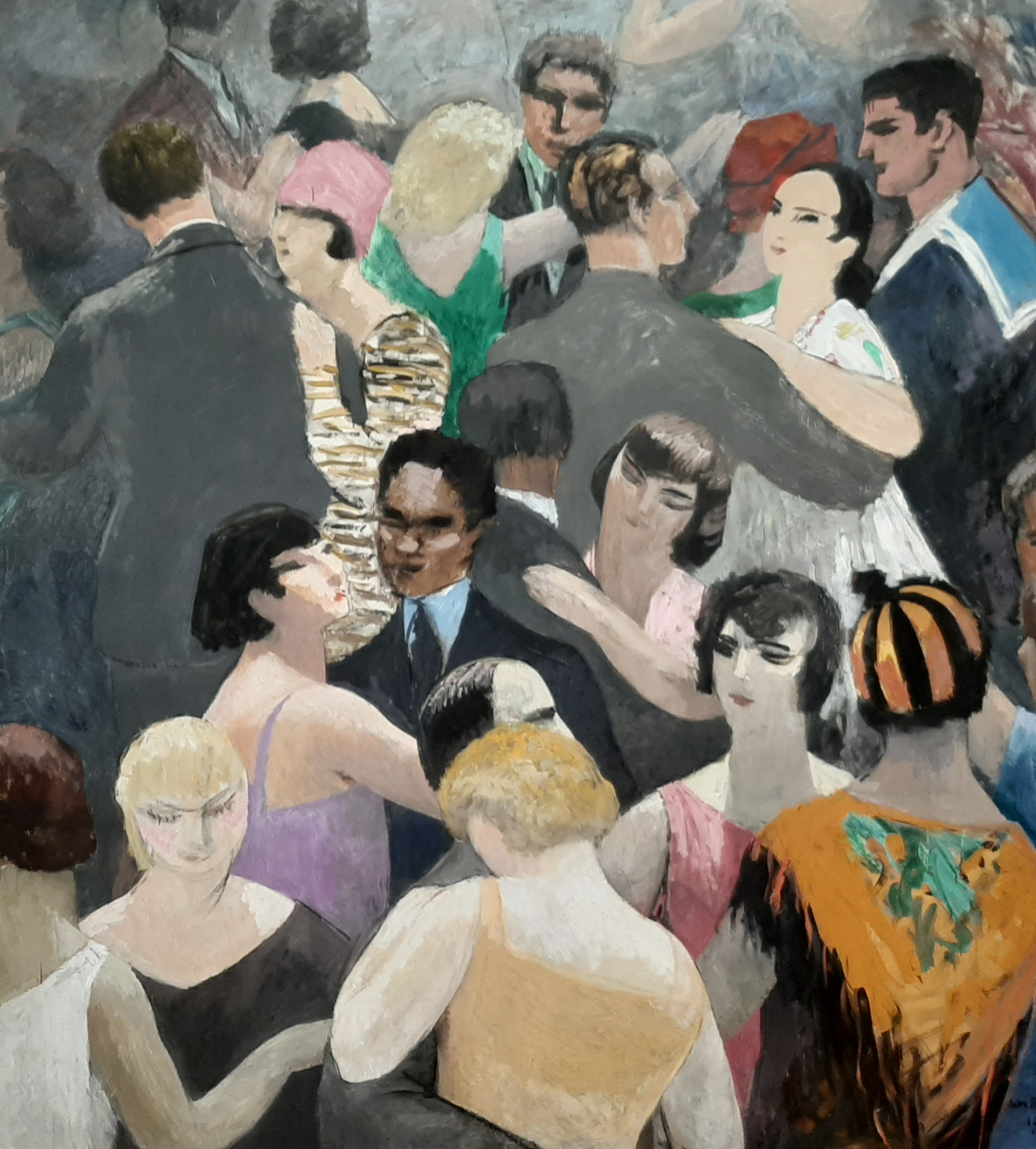
バル・ビュリエ (1931)
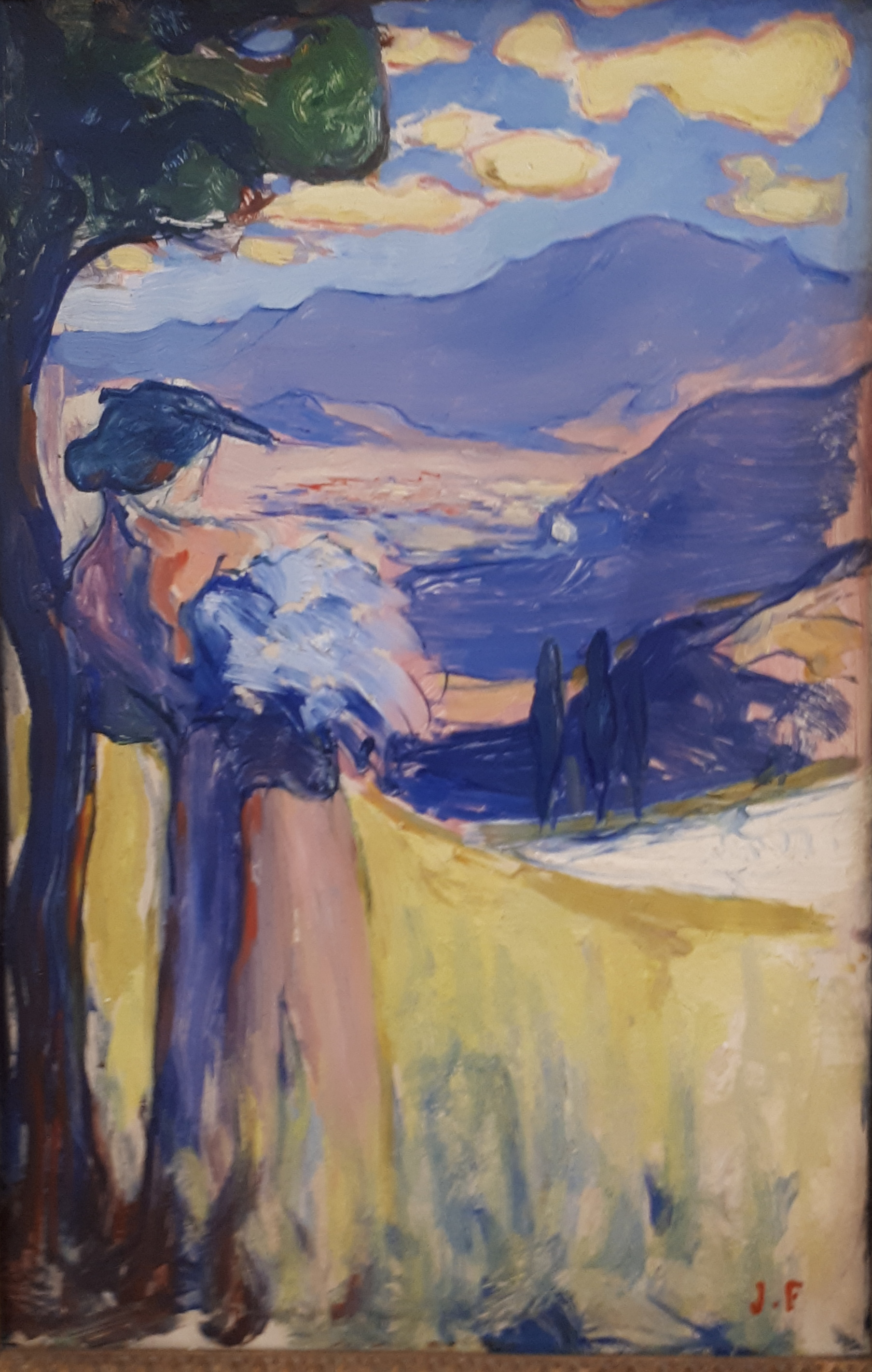
ムシェロットの花束を持った女性